# Треосульфан
Треосульфан — новый, экспериментальный цитостатический противоопухолевый химиотерапевтический лекарственный препарат из группы алкилирующих средств, подгруппы алкилсульфонатов. В настоящее время он изучается в качестве средства лечения различных видов злокачественных опухолей, в частности меланомы радужки глаза, как в сочетании с гемцитабином, так и в монотерапии. Треосульфан используется в основном как заменитель бусульфана у сильно ослабленных пациентов, поскольку его побочные эффекты и токсичность, в частности гематотоксичность, существенно меньше, чем у бусульфана.

## Внешние ссылки
- Treosulfan Ссылка на треосульфан в словаре онкологических терминов Национального Института исследования рака, США